# 6497 Yamasaki
6497 Yamasaki (1992 UR3) là một tiểu hành tinh vành đai chính được phát hiện ngày 27 tháng 10 năm 1992 bởi T. Seki ở Geisei.